# 아스토레 3세 만프레디

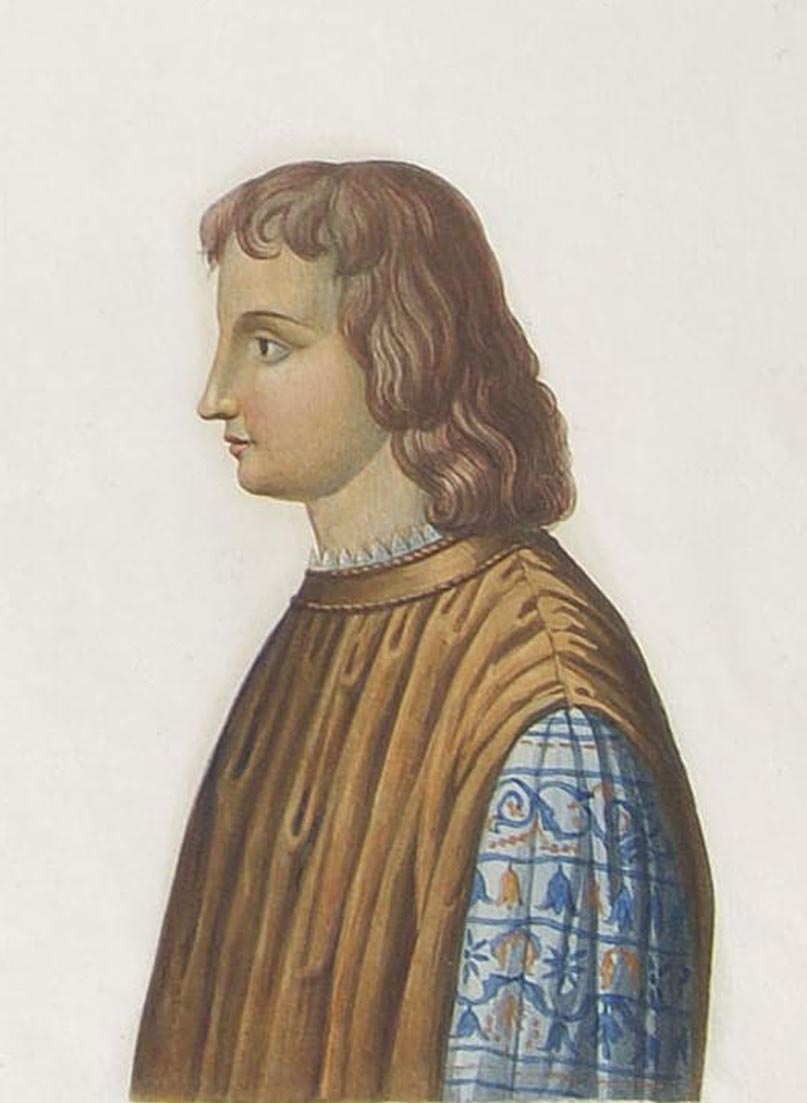

아스토레 3세 만프레디(Astorre III Manfredi, 1485년 6월 20일 – 1502년 6월 9일)는 북부 이탈리아에 위치한 파엔차의 영주이며, 1488년부터 1501년까지 다스렸다.
그는 갈레오토 만프레디의 아들로 파엔차에서 태어났다. 그는 3세의 나이인 1488년에 아버지의 뒤를 이어 파엔차의 영주 자리를 계승했다.
1501년에 그는 체사레 보르자에게 폐위당해 로마로 보내졌다. 그는 다음 해 산탄젤로 성에서 암살당했다.

## 참고 자료
- Cecil H. Clough - The Romagna campaign of 1494: a significant military encounter - The French Descent into Renaissance Italy 1494-95: Antecedents and Effects - edited by David Abulafia - Ashgate - 1995.

| 이전 갈레오토 만프레디 | 파엔차의 영주 1488년–1501년 | 이후 체사레 보르자 |